# 鬻子
鬻子，中国先秦时代著作。
《汉书·艺文志》记载道家有《鬻子》二十二篇。小说家方面有《鬻子说》十九篇。假托西周时期楚国的先祖鬻熊所著。现在传存于世的还有《鬻子》一卷，但多被后人怀疑为伪书。